# Dorcen G60S
Dorcen G60S – samochód osobowy typu SUV klasy kompaktowej produkowany pod chińską marką Dorcen w latach 2019 – 2021.

## Historia i opis modelu

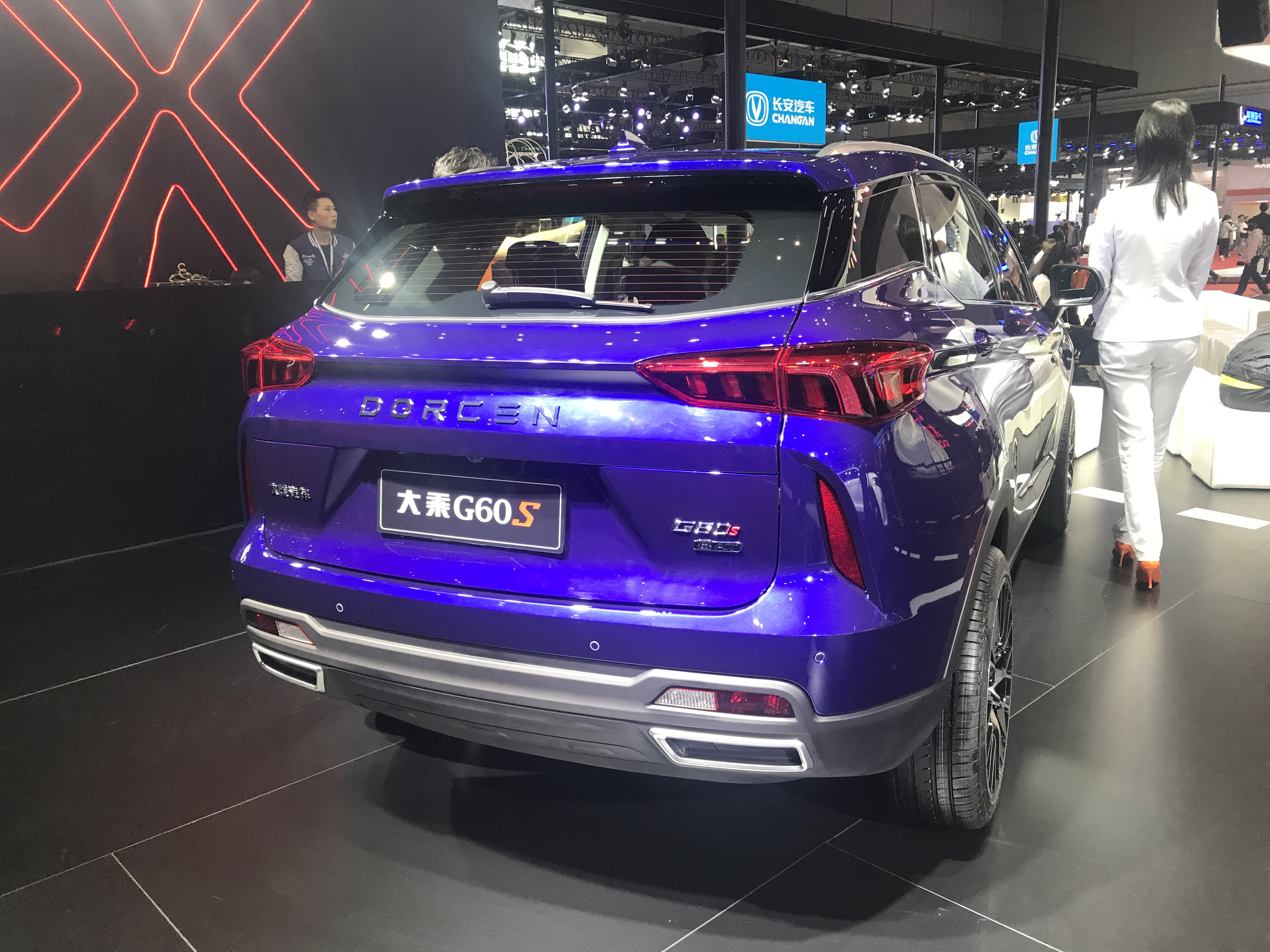
Dorcen G60S - tył

W 2019 roku Dorcen poszerzył swoją ofertę o kolejny model kompaktowego SUV-a opartego na jednym z modelów koncernu Zotye Motors, pojeździe Hanteng X5. Model G60S stanowił bardziej dynamiczną i mniej praktyczną alternatywę dla oferowanego już modelu G60.
Pod kątem wizualnym model G60S wyróżniła wyraźnie zarysowana linia nadwozia z biegnącym ku górze przetłoczeniem, a także linią szyb bocznych. Pas przednich zyskał rozległą atrapę chłodnicy z logo marki Dorcen, a także napisem z nazwą producenta przy krawędzi maski.

### Sprzedaż
Dorcen G60 jest produkowany i oferowany z myślą nie tylko o wewnętrznym rynku chińskim, ale także w krajach Bliskiego Wschodu, m.in. w Zjednoczonych Emiratach Arabskich. Od grudnia 2020 roku elektryczny Dorcen G60S miał być importowany do pierwszego państwa Europy. Za pierwszy region obrano Niemcy, gdzie pojazd trafił do sprzedaży w ramach utworzonego specjalnie z myślą o obsłudze europejskich operacji przedsiębiorstwa Elaris. Razem z mikrosamochodem Elaris Finn, pojazd przyjął nazwę Elaris Leo przy braku różnic wizualnych poza innymi oznaczeniami producenta. Nie udało się to z powodu upadłości firmy w 2021.

### Silnik
- L4 1.5l Turbo